# Prückler Klára (bélyegkereskedő)
Prückler Klára (Józsefváros, Pest, 1844. május 29.– Budapest, 1918. november 2.) Magyarország első bélyegkereskedés-alapítója, a "Prückler J. C." tulajdonosa. Nem összetévesztendő unokatestvérével, Topits Józsefné Prückler Klára (1833–1907) tésztagyárosnővel.

## Családja és származása

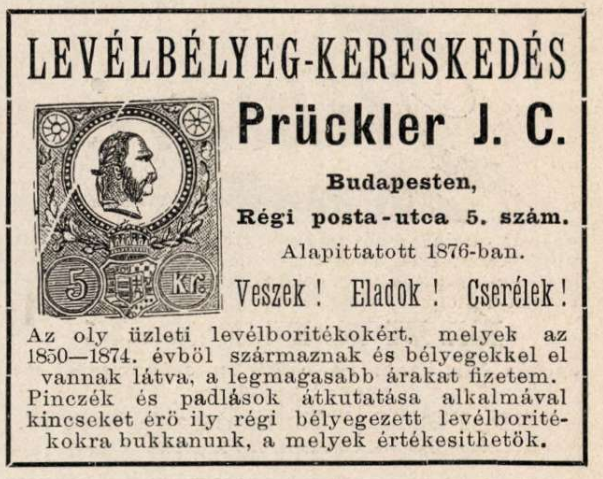
Prückler J. C. bélyegkereskedés reklámja 1895-ből

A régi és előkelő pesti római katolikus nagypolgári Prückler család leszármazottja. Apja, Prückler János Nepomuk (1816–1897), kovácsmester, fővárosi törvényhatósági bizottság tagja, választott pesti polgár, bérház-tulajdonos, anyja, Faltenmay Mária (1819–1905) volt. Anyai nagyszülei Faltenmayer József, jómódú pesti nyergesmester, és Vögl Éva voltak. Prückler Klára keresztapja, a saját nagyapja, Prückler József Kalazancius (1778–1848), pékmester, császári királyi százados, három pesti bérház tulajdonosa, valamint választott pesti polgár volt; neve latinul Josephus Calasansius, és onnan vette Prückler Klára a  "Prückler J. C." nevet a majdani bélyegkereskedő cége számára. Apai nagyanyja, Prückler József Kalazanciusné Ottinger Klára (1781–1826) volt. Prückler Klára bélyegkereskedő nagybátyja, Prückler Ignác (1809–1876) pezsgőgyáros, fűszerkereskedő, pesti polgár; a másik nagybátyja, Prückler József (1804–1866) pékmester, az 1848–49-es forradalom és szabadságharc alatt alhadnagy, pesti választott polgár, bérház-tulajdonos volt. Prückler Klára fivére, Prückler Géza (1866–1909), jászberényi banki könyvelő, akinek a fia, Prückler (Pórteleki) József (1902–1984) a jászok régészeti neves kutatója volt. Prückler Klára bélyegkereskedőnek volt egy azonos nevű unokatestvére, Prückler Klára Eleonóra Julianna (1833–1907), tésztagyárosnő, akinek a férje, Topits József (1824–1876), a "Topits József fia gőztésztagyárnak, "Magyarország első gőztésztagyárnak a tulajdonosa volt.  

## Élete
A 32 éves hajadon magánzó Prückler Klára, aki addig igen nagy szenvedéllyel bélyegeket gyűjtött elhatározta, hogy bélyegkereskedő céget alapít; 1876. augusztus 24-én a Soroksári út 25. szám alatt családi bérházban megnyitotta bélyegkereskedését "Prückler J. C." néven. Ezzel Prückler Klára az első ismert magyar bélyegkereskedővé vált. Később üzleti forgalmának emelkedése lehetővé tette, hogy üzletét a belvárosba helyezze. Újabb üzletének helye a Régi posta utca 5. szám alatt helyezkedett el. 1886 őszén megjelent német nyelven az első bélyeggyűjtők és kereskedők számára első szakkönyv, amely egyben első hazai katalógus is volt: címe: „Catalog
sämmtlicher bis Anfang 1886. erschienener ÖstUng. Briefmarken". Szerkesztő és kiadó egyszemélyben Prückler Klára munkássága érdemében első bélyegkereskedő (1 1876.) „I. C. Prückler, Budapest, IX., Soroksarer Strasse 25” volt. A század fordulóra a „Prückler J. C.” cég már teljesen a bélyegárusításra szakosodott. Az idős, magánzóként visszavonult Prückler János Nepomuk, pedig a lakcímjegyzékek szerint követte leányát, Prückler Klárát, és így 1894-ben mindketten a Régi posta utca 5. szám alatt, 1896-ban pedig a VII. kerületben, a Szentmihályi út 24. szám alatt laktak.
Prückler Klára 1918. november 2-án Budapesten, hajadonként hunyt el 74 évesen.